# Mrzky
Mrzky jsou obec ležící v okrese Kolín asi 6 km jihozápadně od města Český Brod. Mají 167 obyvatel. Obec se nachází v nadmořské výšce 245 metrů a protéká jí potok Bušinec, do kterého se zde vlévá Mrzecký potok a potok Hradešínka.
Mrzky je také název katastrálního území o rozloze 2,86 km².

## Historie
První písemná zmínka o vesnici pochází z roku 1295.

### Územněsprávní začlenění
Dějiny územněsprávního začleňování zahrnují období od roku 1850 do současnosti. V chronologickém přehledu je uvedena územně administrativní příslušnost obce v roce, kdy ke změně došlo:
- 1850 země česká, kraj Pardubice, politický okres Černý Kostelec, soudní okres Český Brod[5]
- 1855 země česká, kraj Praha, soudní okres Český Brod
- 1868 země česká, politický i soudní okres Český Brod
- 1939 země česká, Oberlandrat Kolín, politický i soudní okres Český Brod[6]
- 1942 země česká, Oberlandrat Praha, politický i soudní okres Český Brod[7]
- 1945 země česká, správní i soudní okres Český Brod[8]
- 1949 Pražský kraj, okres Český Brod[9]
- 1960 Středočeský kraj, okres Kolín
- 2003 Středočeský kraj, obec s rozšířenou působností Český Brod

### Rok 1932
Ve vsi Mrzky (490 obyvatel) byly v roce 1932 evidovány tyto živnosti a obchody: 2 hostince, kovář, obuvník, 4 rolníci, 2 obchody se smíšeným zbožím, trafika, velkostatek.

## Doprava
Dopravní síť
- Pozemní komunikace – Obcí prochází silnice II/113 Český Brod – Mrzky – Mukařov – Chocerady.
- Železnice – Železniční trať ani stanice na území obce nejsou. Nejbližší železniční stanicí je Český Brod ve vzdálenosti 5 km ležící na trati 011 z Prahy do Kolína.

Veřejná doprava 2011
- Autobusová doprava – Obcí vedla příměstská autobusová linka Český Brod-Doubravčice-Mukařov (v pracovních dnech 6 spojů, o víkendech 3 spoje) (dopravce ČSAD POLKOST) a (v pracovních dnech 6 spojů) (dopravce Okresní autobusová doprava Kolín).

## Galerie

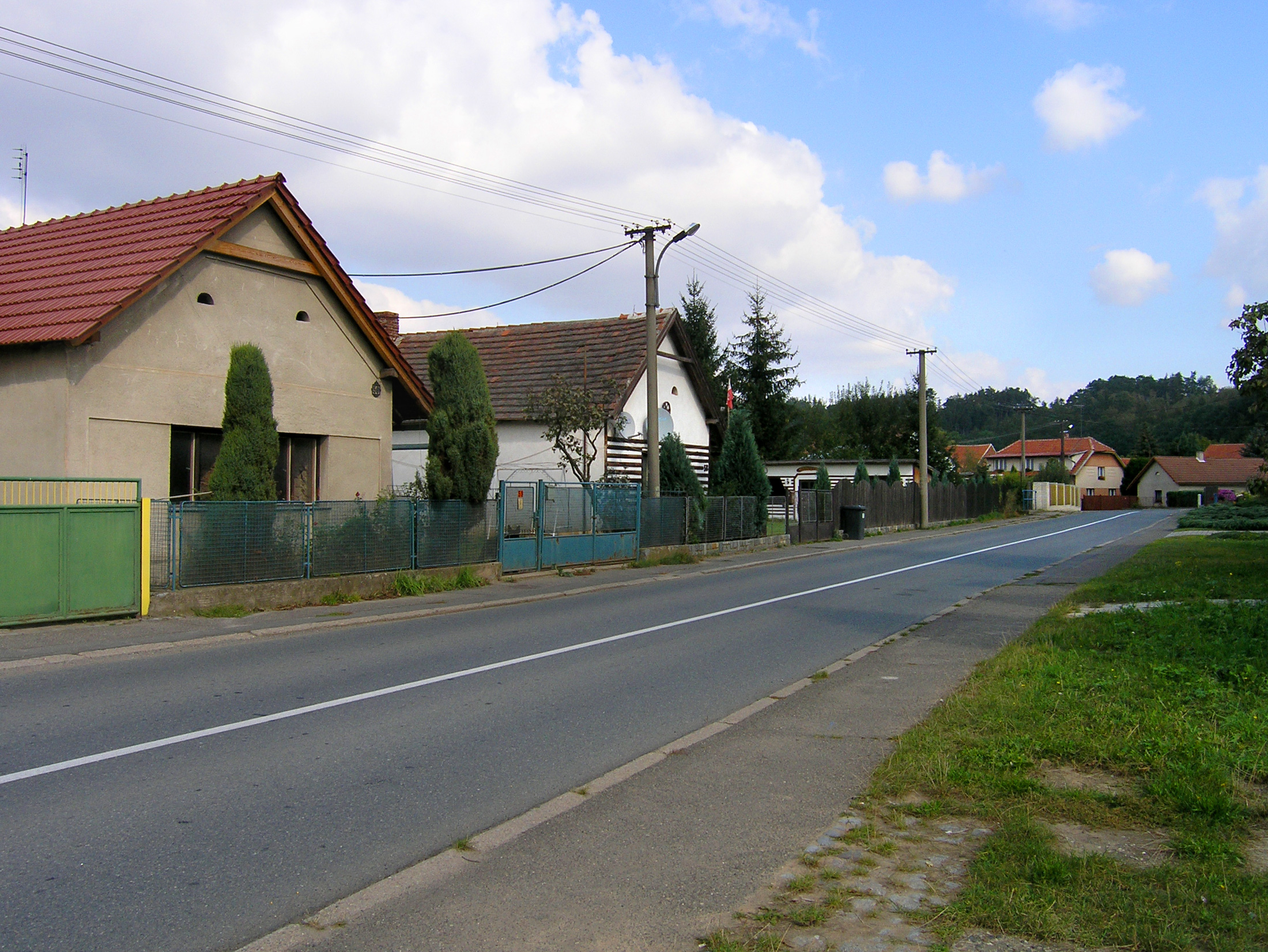
Chalupy podél hlavní silnice
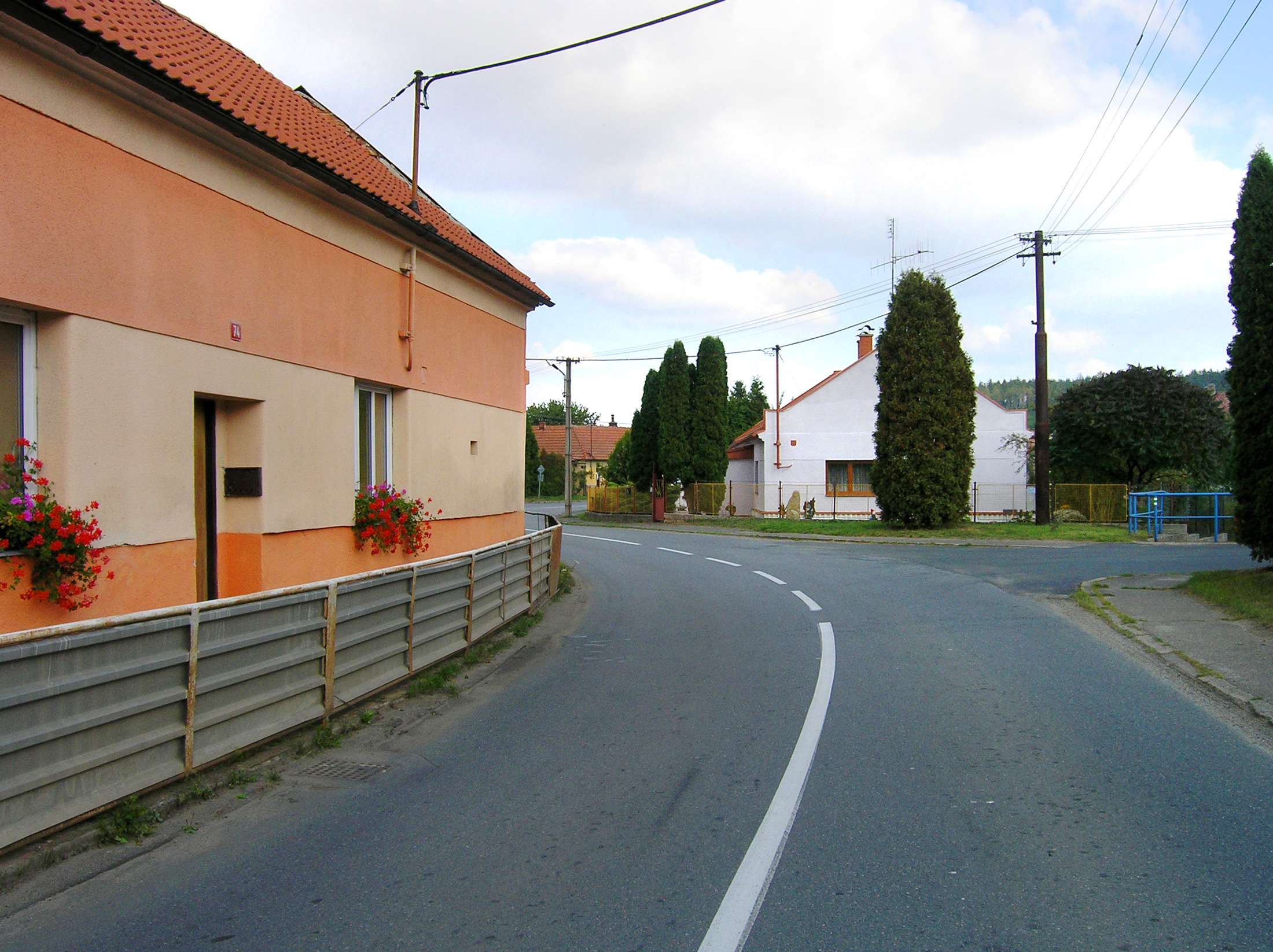
Střed obce
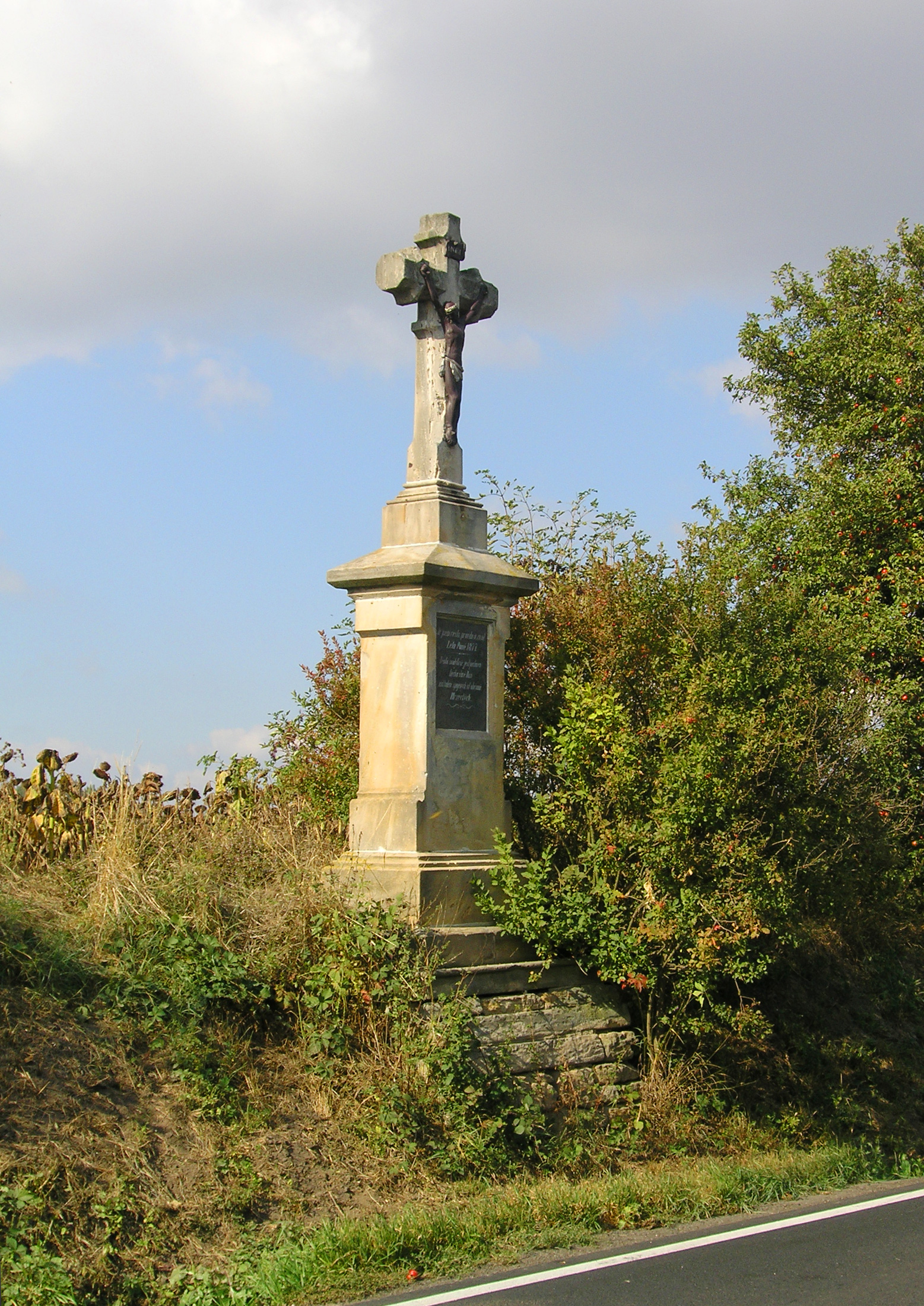
Křížek severně od vsi